# Эжярелё-Дурпинас
Эжяре́лё-Дурпи́нас (лит. Ežerėlio durpynas) — торфяное болото на юго-западе Литвы, в Каунасском районе недалеко от города Эжерелис. Занимает территорию 16,5 км².
Центральная часть — верховое болото (74 % от общей площади), окраинные части — низинное болото (26 %). Максимальная толщина торфяного слоя составляет 6,5 м, средняя — 3 метра. Максимальная толщина слоя сапропеля под торфом — 3 метра.
Торф на болоте добывается с 1920-х годов в качестве топлива и удобрений. В 2002 году ресурсы торфа оценивались в 7,82 млн т.